# 于远伟
于远伟（1976年9月9日—），出生于山东济南，已经退役的中国足球运动员，场上司职后卫。曾效力于山东鲁能泰山、前卫寰岛、厦门厦新／红狮／吉祥石狮等球队。退役後于远伟先後出任重庆铜梁龙足球俱乐部、兰州陇原竞技足球俱乐部主教練。

## 职业生涯

### 俱乐部
- 1994年进入山东鲁能泰山前身山东泰山队一队。
- 1995－1997年担任球队主力队员。
- 1998年转会至前卫寰岛，获得主力中后卫位置。
- 2000年加盟厦门厦新／红狮／吉祥石狮并成为球队队长。
- 2004年重返山东鲁能泰山，当年底退役。